# Важно је звати се Ернест (представа)
Важно је звати се Ернест је позоришна представа Народног позоришта у Београду, која је премијерно изведена 14. јануара 2012. године.

## Подела улога
Премијерна поставка:
| Глумац                  | Улога                                   |
| ----------------------- | --------------------------------------- |
| Ненад Стојменовић       | Џон Вортинг, мировни судија             |
| Милош Ђорђевић          | Алџернон Монкриф                        |
| Анастасиа Мандић        | Гвендолин Ферфакс                       |
| Сена Ђоровић            | Сесили Кардју                           |
| Зоран Ћосић             | Пречасни Канон Чезебл, доктор теологије |
| Душанка Стојановић Глид | Леди Брекнел                            |
| Соња Кнежевић           | Госпођица Призма, гувернанта            |
| Немања Константиновић   | Меримен, батлер / Лејн, слуга           |